# Сельский округ имени Мамаита Омарова
Сельский округ имени Мамаита Омарова — сельский округ на территории Аксуской городской администрации в Павлодарской области Казахстана. 
В состав сельского округа имени Мамаита Омарова входят:
- Село имени Мамаита Омарова (каз. Мәмәйіт Омаров ат.с.) — Административный центр сельского округа имени Мамаита Омарова. Код КАТО — 551653100.
- Донентаев (каз. Дөнентаев) — село в Павлодарской области Казахстана. Код КАТО — 551653200.
- Енбек (каз. Еңбек) — село в Павлодарской области Казахстана. Код КАТО — 551653200.
- Коктерек (каз. Көктерек) — село в Павлодарской области Казахстана. Код КАТО — 551653400.
- Сырлыкала (каз. Сырлықала) — село в Павлодарской области Казахстана. Код КАТО — 551653500.

Население - 3724 человека (2009; 4076 в 1999, 5218 в 1989).
До 2008 года назывался Казалинским сельским округом.
В 2000 году были упразднены сёла Евден, Смагул и Целинное, ранее входившие в состав округа. В 2018 году было упразднено село Енбек.
Назван в честь героя социалистического труда Мамаита Омарова, возглавлявшего совхоз «Ермаковский».